# Айплатов, Иван Владиславович
Ива́н Айпла́тов (род. 8 ноября 1972, Йошкар-Ола, СССР) — белорусский дизайнер, неоднократный призёр и обладатель Гран-при конкурсов моды в Минске, Витебске, Харькове, Одессе, Сочи.

## Биография
Родился в г. Йошкар-Ола. Окончил технологический колледж (Йошкар-Ола, специальность — модельер-конструктор).

## Работы
Костюмы для ведущих Белорусского телевидения, команды КВН Белоруссии, групп «Ляпис Трубецкой», «Леприконсы», «Мантана», «Merry Poppins», для постановки пьесы М. Горького «Чудаки» в Русском драматическом театре (г. Минск), Московского государственного цирка, белорусских участников конкурса «Евровидение-2004», шоу Сергея Зверева на фестивале в Германии парикмахерского искусства «Trend Vision».
Участник Международной выставки моды в г. Брно, Чешская Республика, 2003 год у.
2003 год — дебют на «RFW». 2011 год — участие в «Belarus Fashion Week».

## Увлечения
Приверженец здорового образа жизни.